# Далон
Далон (фр. Dallon) насеље је и општина у североисточној Француској у региону Пикардија, у департману Ен (Пикардија) која припада префектури Сен Кентен.
По подацима из 2011. године у општини је живело 392 становника, а густина насељености је износила 67,47 становника/km². Општина се простире на површини од 5,81 km². Налази се на средњој надморској висини од 106 метара (максималној 121 m, а минималној 67 m).

## Демографија
| 1962. | 1968. | 1975. | 1982. | 1990. | 1999. | 2011. |
| ----- | ----- | ----- | ----- | ----- | ----- | ----- |
| 274   | 300   | 363   | 369   | 395   | 403   | 392   |

График промене броја становника у току последњих година